# Ayuda Popular Noruega

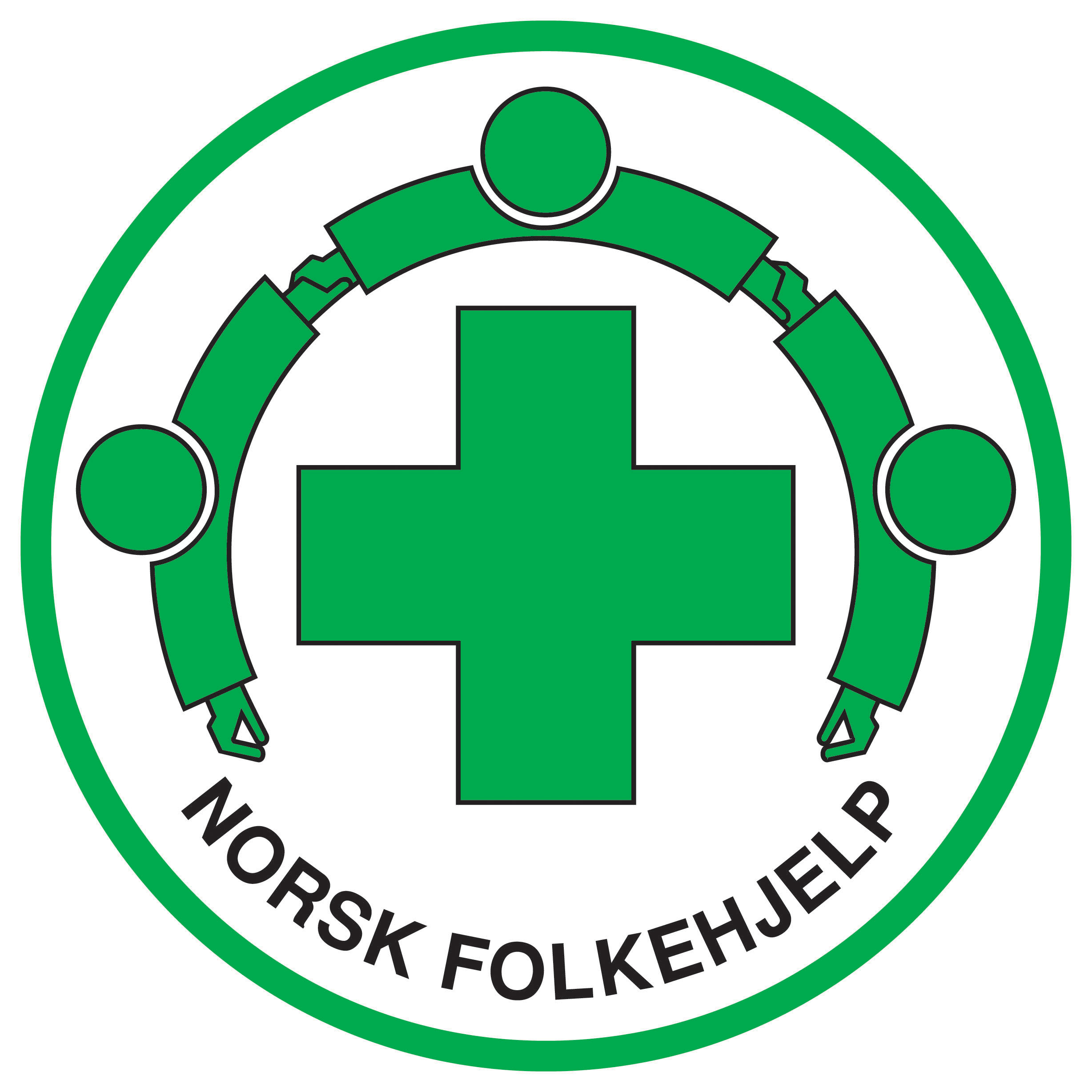
Logo de Ayuda Popular Noruega (Norsk Folkehjelp)

La organización Ayuda Popular Noruega (Norwegian People's Aid o NPA en inglés, Norsk Folkehjelp en Noruego), fue fundada en 1939 para proporcionar asistencia post-conflicto de reconstrucción, ayuda humanitaria e información. NPA actualmente trabaja en más de 33 países en diferentes disciplinas tal como en la remoción de minas, ayuda humanitaria, promoción de democratización, derechos de los pueblos indígenas -velando por la distribución equitativa de sus tierras y recursos.

## Actualidad
NPA opera actualmente en actividades de remoción de minas en 16 países y se ha desempeñado en el rol central de Campaña Internacional para la Prohibición de las Minas Antipersonal y Normas acerca de las municiones de racimo, que se firmó en Oslo en 2008.
En Noruega, Hanne Balch Fjalestad Anette, una trabajadora de NPA, murió durante el ataque del 22 de julio de 2011. NPA prestó servicios médicos de emergencia a las víctimas en dicho lugar después del ataque. NPA gestiona centros de recepción de refugiados, campañas contra el racismo, los equipos de voluntarios de rescate y un servicio voluntario de ambulancias.